# Flame of Recca
Flame of Recca (烈火の炎, Rekka no Honō) é um mangá criado por Nobuyuki Anzai. O mangá foi publicado pela revista Weekly Shōnen Sunday entre 1995 e 2002 (tendo um total de 329 capítulos). Flame of Recca também ganhou uma adaptação em anime com 42 episódios, exibida entre os anos de 1997 e 1998.[carece de fontes?] A franquia ainda conta com dois jogos de video game, Flame of Recca, para o Game Boy Advance, and Flame of Recca Final Burning para o PlayStation 2.  

## Enredo
A história de Flame of Recca envolve um grupo de jovens que, no Japão moderno, lutam fazendo uso de poderes especiais criados por ninjas antigos. O personagem principal, Recca Hanabishi, tem ligação direta com um clã ninja que foi extinto misteriosamente por Oda Nobunaga em 1576. 